# Nerioidea
Nerioidea là một liên họ ruồi Acalyptratae.

## Các loài
- Glyphidops flavifrons - có thể được tìm thấy ở các vùng Cận nhiệt đới và Tân nhiệt đới [2]